# Swedish Beach Tour 2009
Swedish Beach Tour 2009 var andra upplagan av Swedish Beach Tour.
Totalt hade de åtta deltävlingarna 100 000 besökare. TV4 Sport sände fyra av deltävlingarna, däribland SM-finalen i Falkenberg. 
| Datum       | Ort         | Plats | Vinnare                           | Vinnare                         |
| Datum       | Ort         | Plats | Damer                             | Herrar                          |
| ----------- | ----------- | ----- | --------------------------------- | ------------------------------- |
|             | Uppsala     |       | L. Boulton / D. Johns (GBR)       | C. Patterson / H. Stolfus (USA) |
|             | Helsingborg |       | Bawden / A. Rohkamper (AUS)       | S. Gunnarsson / H. Brinkborg    |
|             | Århus       |       | J. Rohkamper (AUS) / N. Grawender | B. Berg / S. Dahl               |
|             | Karlskrona  |       | M. Hallberg / F. Stahre           | S. Gunnarsson / H. Brinkborg    |
|             | Sundsvall   |       | C. Nilsson / T. Hansson           | B. Berg / S. Dahl               |
| (SM)        | Falkenberg  |       | N. Tawhid-Söderholm / R. Oliveira | L. Montas / K. Jonsson          |
|             | Umeå        |       | E. Kalinowska (POL) / Å. Eriksson | B. Berg / S. Dahl               |
| (Tourfinal) | Halmstad    |       | N. Tawhid-Söderholm / R. Oliveira | B. Berg / S. Dahl               |